# Harvey Clark
Pour les articles homonymes, voir Clark.
Harvey Clark, né le 4 octobre 1885 à Chelsea, dans le Massachusetts et mort le 19 juillet 1938 à Hollywood, en Californie,  est un acteur américain.

## Biographie
Clark apparaît dans 205 films, de 1915 à 1938, dont plus de la moitié pour le cinéma muet.

## Filmographie partielle
- 1915 : The Darkening Trail de William S. Hart
- 1916 : L'Innocence de Lizette (The Innocence of Lizette) de James Kirkwood Sr.
- 1917 : La Gentille Intruse (The Gentle Intruder) de James Kirkwood Sr.
- 1917 : Mary l'enfant volée (Melissa of the Hills) de James Kirkwood Sr.
- 1918 : Love's Pay Day de E. Mason Hopper : George Wilton
- 1918 : Mary la petite journaliste (Powers That Prey) de Henry King
- 1919 : Ceux que les dieux détruiront (Whom the Gods Would Destroy) de Frank Borzage
- 1920 : Prince d'Orient (An Arabian Knight) de Charles Swickard : George Darwin
- 1920 : The Valley of Tomorrow d'Emmett J. Flynn
- 1921 : The Kiss de Jack Conway : Miguel Chavez
- 1922 : Un veinard (Money to Burn) de Rowland V. Lee
- 1923 : Second Hand Love de William A. Wellman
- 1923 : La Première Femme (Brass) de Sidney Franklin
- 1924 : Le Ravageur (The Roughneck) de Jack Conway
- 1924 : Secrets de Frank Borzage
- 1924 : Larmes de clown (He who gets slapped), de Victor Sjöström
- 1925 : Destruction ! (Havoc) de Rowland V. Lee
- 1925 : Le Champion (The Fighting Heart) de John Ford
- 1925 : Blue Blood de Scott R. Dunlap
- 1925 : Le Sans-Patrie (The Man Without a Country) de Rowland V. Lee
- 1925 : La Merveilleuse Aventure (Marriage in Transit) de Roy William Neill
- 1926 : Tell 'Em Nothing de Leo McCarey
- 1926 : The Dixie Merchant de Frank Borzage
- 1926 : The Devil's Partner de Fred Becker
- 1927 : Le Dernier Refuge (The Understanding Heart) de Jack Conway
- 1927 : Rose of the Golden West de George Fitzmaurice
- 1927 : Mon neveu l'Écossais (Putting Pants on Philip) de Clyde Bruckman
- 1927 : La Flamme d'amour (The Magic Flame) de Henry King
- 1927 : Il faut que tu m'épouses (Get Your Man) de Dorothy Arzner
- 1927 : McFadden's Flats de Richard Wallace
- 1928 : A Woman Against the World
- 1928 : Blow by Blow de Leo McCarey
- 1928 : Should Women Drive? de Leo McCarey
- 1928 : The Floating College
- 1928 : The Head Man d'Edward F. Cline
- 1929 : Un jour de veine (His Lucky Day) de Edward F. Cline
- 1930 : Going Wild de William A. Seiter
- 1931 : Cracked Nuts d'Edward F. Cline
- 1931 : Man of the World de Richard Wallace
- 1931 : The Big Shot de Ralph Murphy et Edward Sedgwick
- 1932 : La Femme aux cheveux rouges (Red-Headed Woman) de Jack Conway
- 1933 : Un hurlement dans la nuit (A Shriek in the Night) de Albert Ray
- 1933 : The Sin of Nora Moran de Phil Goldstone
- 1934 : Mon gosse (Peck's Bad Boy) de Edward F. Cline
- 1934 : Murder in Trinidad de Louis King
- 1934 : Charlie Chan's Courage d'Eugene Forde et George Hadden : Professeur Gamble
- 1936 : Le Fils du désert (Three Godfathers) de Richard Boleslawski
- 1936 : One Rainy Afternoon de Rowland V. Lee
- 1938 : Le Retour d'Arsène Lupin (Arsène Lupin Returns) de George Fitzmaurice
- 1938 : Menaces sur la ville (Racket Busters) de Lloyd Bacon